# Miozoa
Miozoa, koljeno kromista, dio infracarstva Halvaria. Postoji preko 3 500 vrsta i dva glavna nadrazreda

## Nadrazredi
1. Dinoflagellata Bütschli 1885
2. Perkinsozoa Norén & Moestrup in Norén, Moestrup & Rehnstarn-Holm, 1999